# ATC (R01)
Jest to część klasyfikacji anatomiczno-terapeutyczno-chemicznej:
- R – Układ oddechowy
  - R 01 – Leki stosowane w chorobach nosa
  - R 02 – Leki stosowane w chorobach gardła
  - R 03 – Leki stosowane w chorobach obturacyjnych dróg oddechowych
  - R 05 – Leki stosowane w kaszlu i przeziębieniu
  - R 06 – Leki przeciwhistaminowe do stosowania wewnętrznego
  - R 07 – Inne leki stosowane w chorobach układu oddechowego

Obejmuje ona leki stosowane w chorobach nosa:

## R 01 A – Leki udrożniające nos i inne preparaty do stosowania miejscowego
- R 01 AA – Sympatykomimetyki
  - R 01 AA 02 – cyklopentamina
  - R 01 AA 03 – efedryna
  - R 01 AA 04 – fenylefryna
  - R 01 AA 05 – oksymetazolina
  - R 01 AA 06 – tetryzolina
  - R 01 AA 07 – ksylometazolina
  - R 01 AA 08 – nafazolina
  - R 01 AA 09 – tramazolina
  - R 01 AA 10 – metyzolina
  - R 01 AA 11 – tuaminoheptan
  - R 01 AA 12 – fenoksazolina
  - R 01 AA 13 – tymazolina
  - R 01 AA 14 – epinefryna
  - R 01 AA 15 – indanazolina
- R 01 AB – Połączenia sympatykomimetyków (z wyłączeniem kortykosteroidów)
  - R 01 AB 01 – fenylefryna
  - R 01 AB 02 – nafazolina
  - R 01 AB 03 – tetryzolina
  - R 01 AB 05 – efedryna
  - R 01 AB 06 – ksylometazolina
  - R 01 AB 07 – oksymetazolina
  - R 01 AB 08 – tuaminoheptan
- R 01 AC – Preparaty przeciwalergiczne (z wyłączeniem kortykosteroidów)
  - R 01 AC 01 – kwas kromoglikowy
  - R 01 AC 02 – lewokabastyna
  - R 01 AC 03 – azelastyna
  - R 01 AC 04 – antazolina
  - R 01 AC 05 – kwas spaglumowy
  - R 01 AC 06 – tonzylamina
  - R 01 AC 07 – nedokromil
  - R 01 AC 08 – olopatadyna
  - R 01 AC 51 – kwas kromoglikowy w połączeniach
- R 01 AD – Kortykosteroidy
  - R 01 AD 01 – beklometazon
  - R 01 AD 02 – prednizolon
  - R 01 AD 03 – deksametazon
  - R 01 AD 04 – flunizolid
  - R 01 AD 05 – budezonid
  - R 01 AD 06 – betametazon
  - R 01 AD 07 – tyksokortol
  - R 01 AD 08 – flutykazon
  - R 01 AD 09 – mometazon
  - R 01 AD 11 – triamcynolon
  - R 01 AD 12 – furoinian flutikazonu
  - R 01 AD 13 – cyklezonid
  - R 01 AD 52 – prednizolon w połączeniach
  - R 01 AD 53 – deksametazon w połączeniach
  - R 01 AD 57 – tyksokortol w połączeniach
  - R 01 AD 58 – flutykazon w połączeniach
  - R 01 AD 59 – mometazon w połączeniach
  - R 01 AD 60 – hydrokortyzon w połączeniach
- R 01 AX – Inne
  - R 01 AX 01 – sól wapniowa tiocyjanianu heksaminy
  - R 01 AX 02 – retinol
  - R 01 AX 03 – bromek ipratropium
  - R 01 AX 05 – rytiometan
  - R 01 AX 06 – mupirocyna
  - R 01 AX 07 – heksamidyna
  - R 01 AX 08 – framycetyna
  - R 01 AX 09 – kwas hialuronowy
  - r 01 AX 10 – różne
  - R 01 AX 30 – połączenia

## R 01 B – Leki udrożniające nos do stosowania wewnętrznego
- R 01 BA – Sympatykomimetyki
  - R 01 BA 01 – fenylopropanolamina
  - R 01 BA 02 – pseudoefedryna
  - R 01 BA 03 – fenylefryna
  - R 01 BA 51 – fenylpropanolamina w połączeniach
  - R 01 BA 52 – pseudoefedryna w połączeniach
  - R 01 BA 53 – fenylefryna w połączeniach